# Amédée de Beauffort
 (mai 2025).
Louis Léopold Marie Amédée de Beauffort, né le 4 avril 1806 à Tournai  et mort le à 28 juillet 1858 Bruxelles, est un bourgmestre et directeur de musée belge.

## Biographie

### Famille

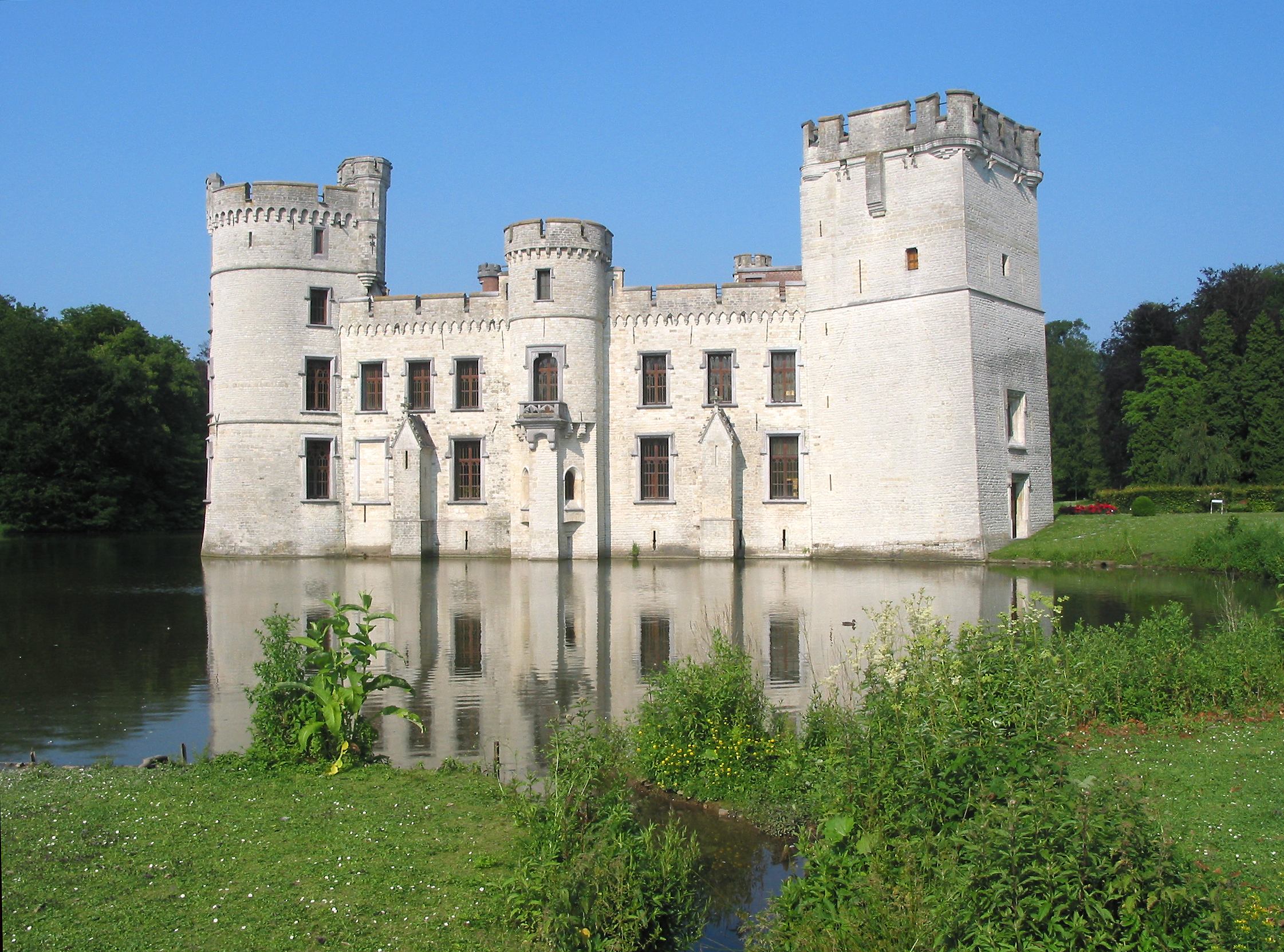
Le château de Bouchout à Meise

Le comte Amédée de Beauffort est un descendant de la famille De Beauffort. Il est le fils du marquis Ernest de Beauffort (1782-1858).
En 1830, il épouse la comtesse Élisabeth de Roose de Baisy, dans l'église capitulaire Saints-Michel-et-Gudule de Bruxelles. Descendante de la famille propriétaire du château de Bouchout à Meise, Élisabeth apporte le domaine en dot. Le couple vit dans le château pendant l'été durant les premières années de son mariage. Le bâtiment est entièrement restauré sous la direction de l'architecte Tilman-François Suys, qui s'inspire du style néogothique romantique anglais. Jean-Baptiste Capronnier fournit les vitraux. Beauffort le transforme progressivement en musée privé.
Le couple a trois fils et deux filles, dont le marquis Albert de Beauffort, bourgmestre d'Onoz, gouverneur de Namur et sénateur.
Amédée de Beauffort est également le beau-frère du comte Ludovic de Robiano, maire de Waudrez, conseiller provincial du Hainaut et sénateur, et de Philippe Gillès, bourgmestre de 's-Gravenwezel et sénateur.

### Carrière
Beauffort étudie le droit et les lettres à Paris. Il y a des contacts avec, entre autres, Charles de Montalembert. Il revient en Belgique au début de 1830, et participe à la Révolution belge. Il devient capitaine de la garde civile bruxelloise entre 1830 et 1834. De 1831 à 1848, il est aussi bourgmestre de la commune brabançonne de Wemmel.
A partir de 1835, il entame une carrière de fonctionnaire au Ministère de l'Intérieur, à la Direction des Beaux-Arts. Il devient inspecteur, directeur et à partir de 1846 inspecteur général des beaux-arts, des lettres et des sciences. Il exerce ces fonctions sans rémunération.
A trente ans, en 1836, il devint président de la Commission royale des monuments, poste qu'il occupe pendant vingt ans, jusqu'à sa mort.
Il a également occupé divers postes :
- en 1837, il devient membre du comité administratif de la Bibliothèque royale de Belgique,
- en 1845, il devient membre du Conseil héraldique,
- en 1845, il devient président du comité chargé de sélectionner les œuvres d'artistes belges vivants,
- En 1846, il devient membre du comité administratif du Musée royal de peinture et de sculpture.

Il est étroitement impliqué dans le sauvetage, la restauration et la réutilisation de la Porte de Hal à Bruxelles. Il est considéré comme le véritable créateur du musée qui y est installé. Lors de la création du Musée d'armes anciennes, d'armures, d'objets d'art et d'antiquités par arrêté royal du 8 août 1835, il y participe officiellement. Il fait personnellement don de nombreux objets qui ont enrichi la modeste collection.
Avec son père, il est l'un des fondateurs en 1838 de la Société des beaux-arts de Bruxelles.
De Beauffort est également président du conseil ecclésiastique de la cathédrale Sainte-Gudule. Il s'occupe des réparations et également de la restauration des vitraux et de la fourniture de vitraux neufs, par Capronnier. Par ses initiatives dans de nombreuses églises, il contribue de manière significative au renouveau de la peinture sur vitrail.